# Comunardo Niccolai
Comunardo Niccolai (15. prosince 1946 Uzzano, Italské království – 2. července 2024) byl italský fotbalový obránce a trenér.
Hrával za třetiligový Torres, odkud v roce 1964 odešel do Cagliari, kde hrál 12 let. S klubem získal jediný titul v lize a to v sezoně 1969/70. V klubu má i jeden nelichotivý rekord: má nejvíc vlastních branek (7). Také hrál v USA za Chicago Mustang. Po 12 letech v roce 1976 opustil Cagliari a odešel dohrát kariéru do Perugie. Tady odehrál sezonu a ještě odehrál pár utkání ve třetiligovém Pratu, kde v roce 1978 ukončil kariéru.
Za reprezentaci odehrál tři utkání. Jedno utkání odehrál i na MS 1970, odkud má stříbrnou medaili. Kvůli zranění na turnaji poté nehrál.
V letech 1993–1994 byl trenérem ženské reprezentace.

## Hráčská statistika
| Sezóna           | Klub             | Liga             | Liga   | Liga | Ligové poháry | Ligové poháry | Ligové poháry | Kontinentální poháry | Kontinentální poháry | Kontinentální poháry | Celkem | Celkem |
| Sezóna           | Klub             | Soutěž           | Zápasy | Góly | Soutěž        | Zápasy        | Góly          | Soutěž               | Zápasy               | Góly                 | Zápasy | Góly   |
| ---------------- | ---------------- | ---------------- | ------ | ---- | ------------- | ------------- | ------------- | -------------------- | -------------------- | -------------------- | ------ | ------ |
| 1964/65          | Cagliari         | Serie A          | 0      | 0    | IP            | 1             | 0             | -                    | 0                    | 0                    | 1      | 0      |
| 1965/66          | Cagliari         | Serie A          | 1      | 0    | IP            | 1             | 0             | -                    | 0                    | 0                    | 2      | 0      |
| 1966/67          | Cagliari         | Serie A          | 5      | 0    | IP            | 0             | 0             | -                    | 0                    | 0                    | 5      | 0      |
| 1967/68          | Cagliari         | Serie A          | 13     | 1    | IP            | 0             | 0             | Stř.P                | 1                    | 0                    | 14     | 1      |
| 1968/69          | Cagliari         | Serie A          | 27     | 0    | IP            | 11            | 0             | Stř.P                | 2                    | 0                    | 40     | 0      |
| 1969/70          | Cagliari         | Serie A          | 29     | 0    | IP            | 3             | 1             | Vel.P                | 4                    | 0                    | 36     | 1      |
| 1970/71          | Cagliari         | Serie A          | 28     | 1    | IP            | 3             | 0             | PMEZ                 | 4                    | 0                    | 35     | 1      |
| 1971/72          | Cagliari         | Serie A          | 26     | 0    | IP            | 3             | 0             | -                    | 0                    | 0                    | 29     | 0      |
| 1972/73          | Cagliari         | Serie A          | 30     | 0    | IP            | 10            | 1             | UEFA                 | 2                    | 0                    | 42     | 1      |
| 1973/74          | Cagliari         | Serie A          | 15     | 0    | IP            | 4             | 0             | -                    | 0                    | 0                    | 19     | 0      |
| 1974/75          | Cagliari         | Serie A          | 25     | 2    | IP            | 4             | 0             | -                    | 0                    | 0                    | 29     | 2      |
| 1975/76          | Cagliari         | Serie A          | 19     | 0    | IP            | 1             | 0             | -                    | 0                    | 0                    | 20     | 0      |
| 1976/77          | Perugia          | Serie A          | 7      | 0    | IP            | 4             | 0             | -                    | 0                    | 0                    | 11     | 0      |
| Celkem v Serii A | Celkem v Serii A | Celkem v Serii A | 225    | 4    | -             | 45            | 2             | -                    | 13                   | 0                    | 273    | 6      |

## Hráčské úspěchy

### Klubové
- 1× vítěz italské ligy (1969/70)

### Reprezentační
- 1× na MS (1970 - stříbro)